# Juan de la Fuente
Juan de la Fuente (ur. 15 sierpnia 1976 w Buenos Aires) – argentyński żeglarz sportowy, dwukrotny brązowy medalista olimpijski.
Dwukrotnie zdobył brązowy medal olimpijski w rywalizacji w klasie 470. Na igrzyskach w Sydney jego partnerem był Javier Conte, natomiast w Londynie Lucas Calabrese.